# Catartídeos
Catartídeos é uma família de aves distribuída no continente americano. Popularmente, podem ser chamados de "condores", "urubus" ou "abutres do Novo Mundo", entretanto não são aparentados com os abutres verdadeiros e as similaridades são atribuídas à evolução convergente devido aos hábitos alimentares necrófagos. O posicionamento taxonômico da família é ainda controverso, sendo, atualmente, agrupado na ordem Accipitriformes ou numa ordem própria, a Cathartiformes. Na classificação tradicional, pertencia aos Falconiformes. São aves de médio a grande porte, possuindo 56 a 134 cm e pesando entre 850 g e 15 kg.
Sibley e Ahlquist consideram o grupo uma subfamília da família Ciconiidae. Os urubus e condores habitam exclusivamente o continente americano e ocupam uma enorme variedade de habitat, desde os Andes às regiões tropicais e semitropicais da América Latina. Em algumas regiões do Brasil, é chamado erroneamente de "corvo". Sua denominação popular "urubu" tem origem no vocábulo tupi urubu, que passou ao português apenas com leves alterações na pronúncia.
Alimentam-se basicamente de cadáveres e têm o olfato extremamente apurado, capazes de detectar um pequeno cadáver a grandes distâncias.

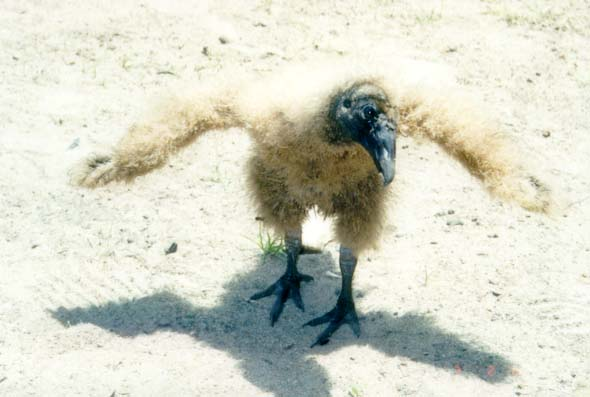
Filhote de urubu

## Morfologia
Adaptações especiais:
- Cabeça e pescoço nus;
- Denso colar de penas
- Narinas vazadas
- Bico e unhas menos possantes do que as aves de rapina
- Hallux elevado e curto
- ausência de siringe
- Urohidrose (termorregulação)[5]

## Classificação
O grupo contém cinco géneros e sete espécies, divididas em:
- Gênero CathartesCathartes
  - Urubu-de-cabeça-vermelha - Cathartes aura
  - Urubu-da-mata - Cathartes melambrotus
  - Urubu-de-cabeça-amarela - Cathartes burrovianus
- Gênero SarcoramphusSarcoramphus
  - Urubu-rei - Sarcoramphus papa
- Gênero CoragypsCoragyps
  - Urubu-de-cabeça-preta - Coragyps atratus
- Gênero GymnopysGymnopys
  - Condor-da-califórnia - Gymnogyps californianus
- Gênero VulturVultur
  - Condor-dos-andes - Vultur gryphus

### Gêneros extintos
- Gênero †Diatropornis
- Gênero †Phasmagyps
- Gênero †Brasilogyps
- Gênero †Hadrogyps
- Gênero †Pliogyps
- Gênero †Perugyps
- Gênero †Dryornis
- Gênero †Aizenogyps
- Gênero †Breagyps
- Gênero †Geronogyps
- Gênero †Wingegyps
- Gênero †Parasarcoramphus

#### Gêneros extintos sem classificação resolvida
- Gênero †Cathartidae gen. et sp. indet.
- Gênero †Cathartidae gen. et sp. indet.
- Gênero †Cathartidae gen. et sp. indet.
- Gênero †Cathartidae gen. et sp. indet.

## Galeria

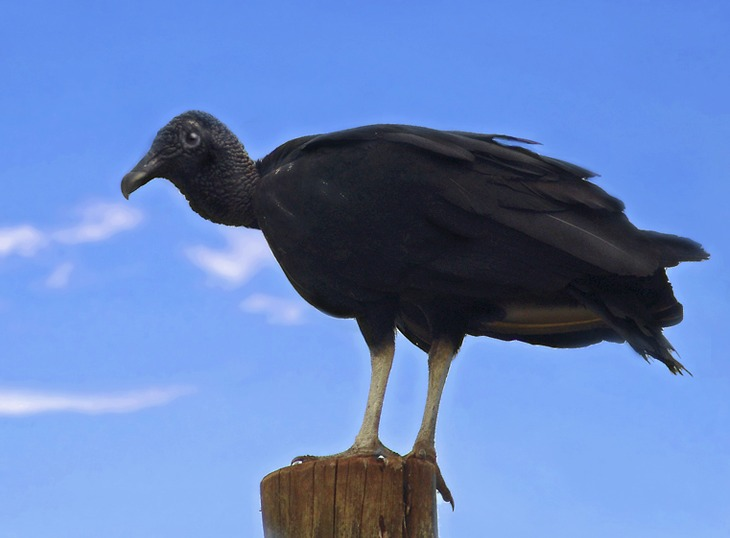
Urubu
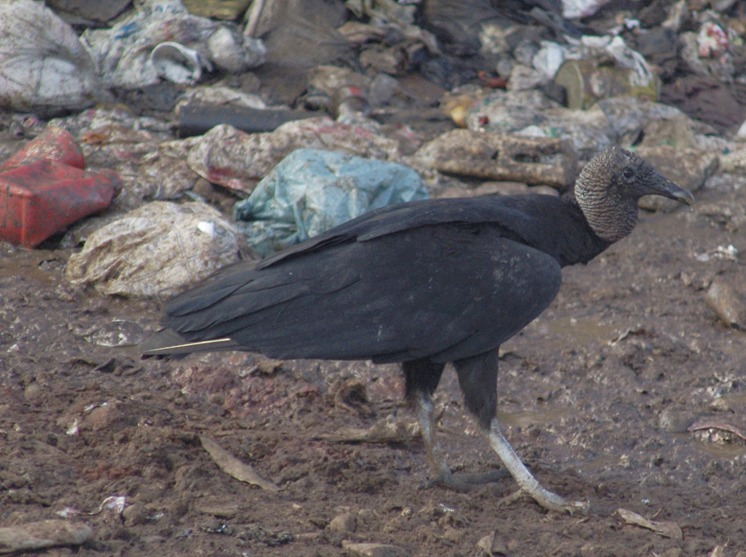
Urubu
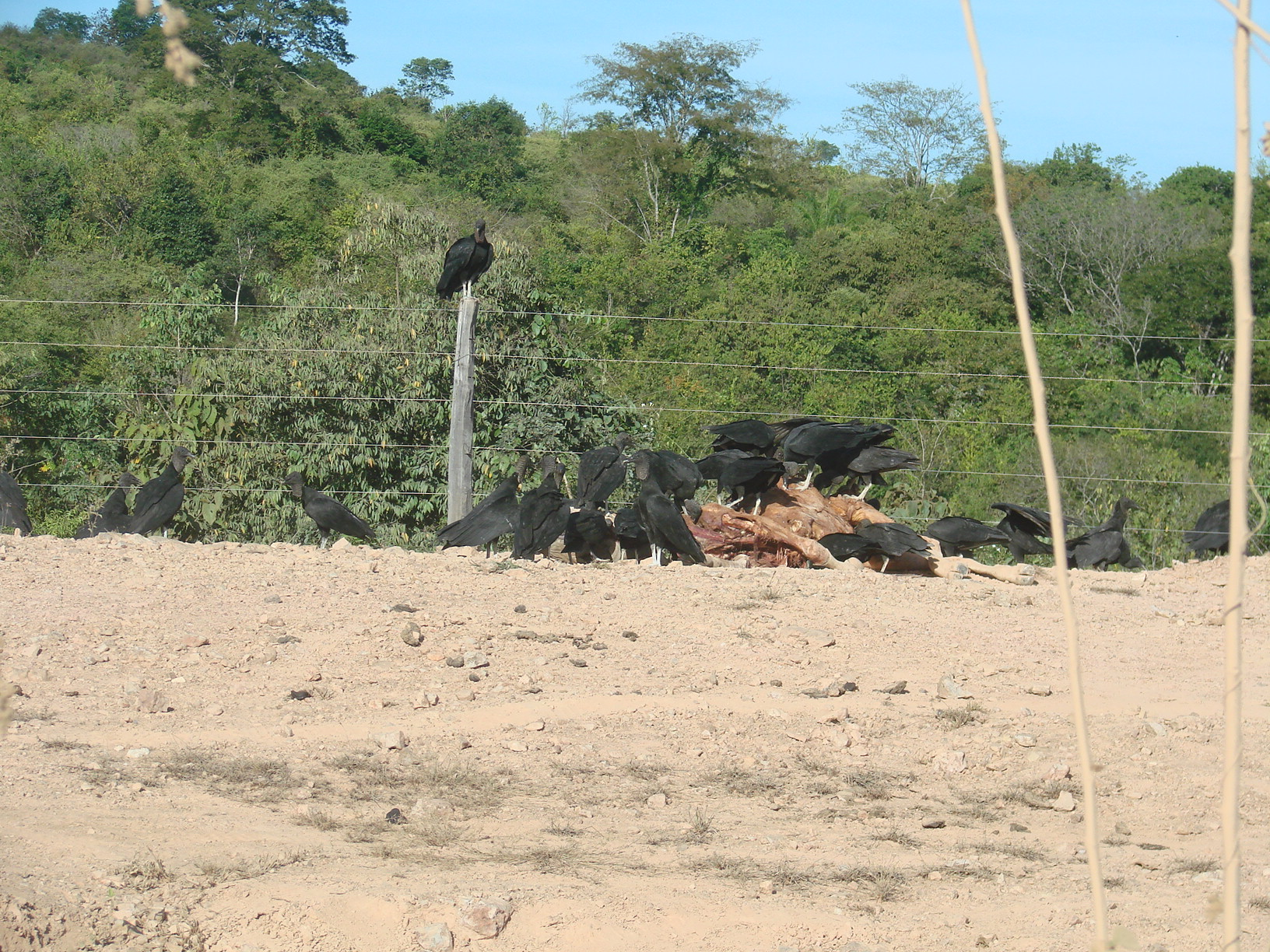
Urubus-de-cabeça-preta alimentando-se de uma carcaça bovina no Mato Grosso, Brasil
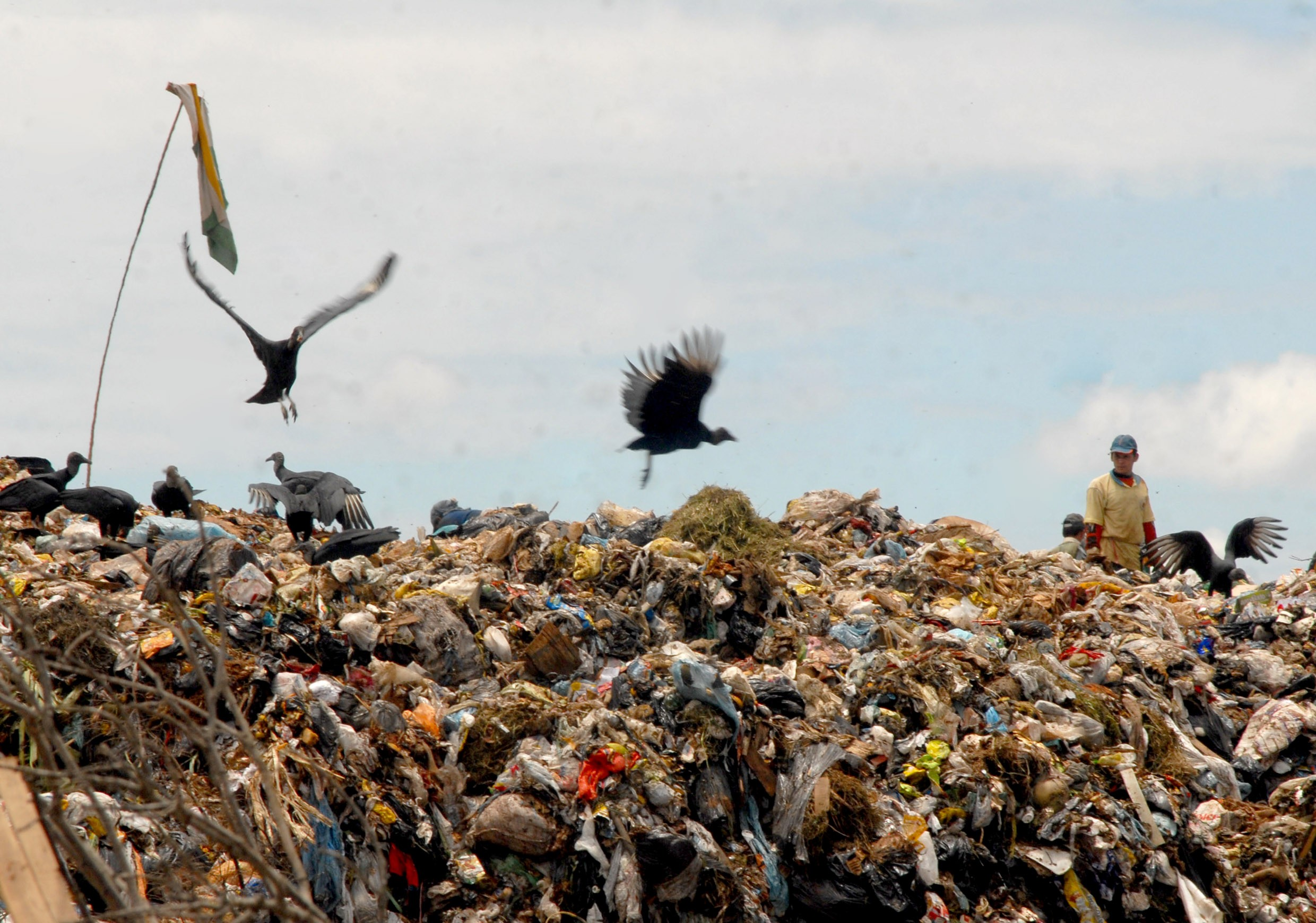
Urubus em um aterro sanitário de Brasília, Distrito Federal, Brasil
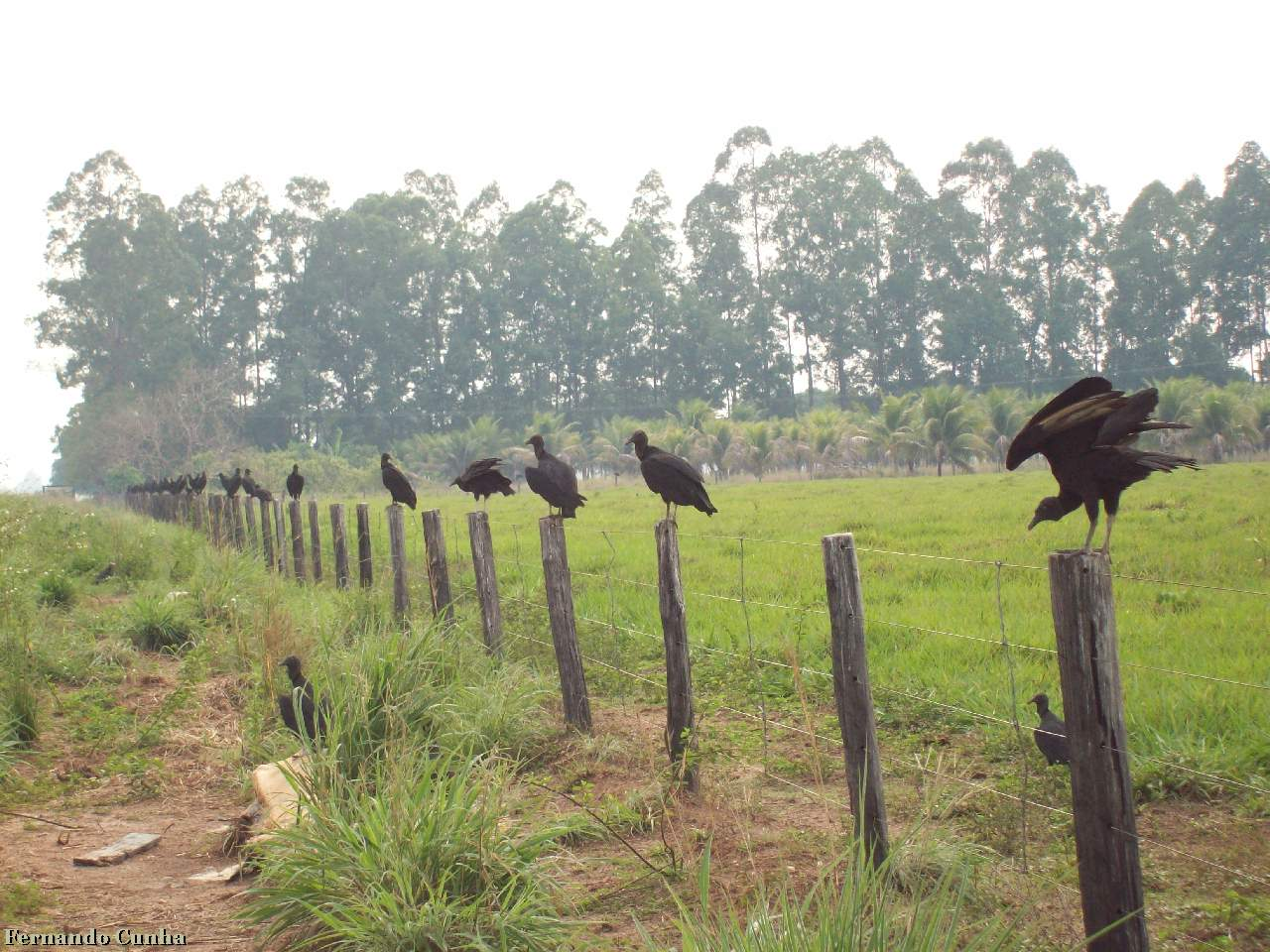
Urubus ao amanhecer em uma fazenda próxima à Vila Nova dos Martírios, Maranhão, Brasil